# Jean-Paul van Poppel
Jean-Paul van Poppel (Tilburg, 30 september 1962) is een voormalig Nederlands wielrenner, en sinds 2000 ploegleider.
Van Poppel, wiens bijnaam Popeye luidde, was een van de succesvolste Nederlandse wegsprinters. In alle grote rondes won hij etappes in massasprints, soms uit schijnbaar verloren posities. In de Ronde van Frankrijk behaalde hij in totaal negen ritzeges, één minder dan Jan Raas, Gerrie Knetemann en Joop Zoetemelk. In de uitgave van 1988 won hij er vier, het hoogste aantal door een Nederlandse wielrenner in één Tour behaald. Zijn aantal van 22 etappezeges in de 3 grote rondes is een Nederlands record. Van Poppel is meerdere keren drager geweest van de groene trui in de Ronde van Frankrijk. In totaal behaalde hij 95 overwinningen in zijn profwielercarrière.
Na zijn actieve carrière trad hij in dienst als ploegleider in het vrouwenwielrennen. Hij was van 12 november 2004 tot 2014 getrouwd met een van zijn pupillen, wielrenster Mirjam Melchers. Zij hebben samen een zoon,  Mats. Van Poppels zonen uit een vorig huwelijk Boy en Danny zijn beiden profwielrenner.
Van Poppel was met ingang van 2009 een van de ploegleiders van het nieuwe Cervélo TestTeam. Doordat deze ploeg na het seizoen van 2010 weer verdween uit het profcircuit tekende hij in het najaar van 2010 een contract bij de Nederlandse formatie Vacansoleil. In 2013 hield sponsor Vacansoleil ermee op, waardoor de hele ploeg stopte.
In 2015 werd Van Poppel een van de initiatiefnemers van de nieuw opgerichte volledig Nederlandse ploeg Roompot Oranje Peloton.

## Palmares
1982
- 5e etappe Olympia's Tour

1984
- Omloop der Kempen
- 3e etappe Ster van Brabant
- 2e etappe deel A van Olympia's Tour

1985 (6)
- 7e etappe Ronde van Denemarken
- 5e etappe Tour de l'Avenir
- 1e etappe Ronde van de Oise
- 3e etappe deel A Ronde van België
- Eindhoven
- Waddinxveen

1986 (9)
- Scheldeprijs
- 2e etappe Giro d'Italia
- 13e etappe Giro d'Italia
- 5e etappe Ronde van Denemarken
- 5e etappe Ronde van Nederland
- 4e etappe Tirreno-Adriatico
- Hengelo
- Bergen op Zoom
- Hoevelaken

1987 (15)
- Ronde van Midden-Zeeland
- 8e etappe Tour de France
- 17e etappe Tour de France
- Puntenklassement Tour de France
- 3e etappe Ronde van Denemarken
- 5e etappe Ronde van Zweden
- 6e etappe deel A Ronde van Zweden
- 7e etappe Ronde van Zweden
- 1e etappe Vierdaagse van Duinkerke
- 6e etappe Vierdaagse van Duinkerke
- 3e etappe Ronde van Nederland.
- 1e etappe Ronde van Aragón
- Steenwijk
- Panningen
- Heerenhoek
- Tilburg

1988 (15)
- Scheldeprijs
- 3e etappe Tour de France
- 10e etappe Tour de France
- 17e etappe Tour de France
- 22e etappe Tour de France
- 6e etappe Ronde van Zweden
- 2e etappe Ronde van de Oise
- 6e etappe Sun Tour
- 7e etappe Sun Tour
- 9e etappe Sun Tour
- Simpelveld
- Valkenswaard
- Amersfoort
- Aalsmeer
- Leiden

1989 (10)
- 1e etappe Giro d'Italia
- 15e etappe Giro d'Italia
- 5e etappe Vierdaagse van Duinkerke
- 2e etappe deel A Ronde van Nederland
- 3e etappe Ronde van Nederland
- 3e etappe Ronde van Catalonië
- De Panne
- Ulvenhout
- Antwerpen-Willebroek
- Veenendaal-Veenendaal

1990 (2)
- 4e etappe Vierdaagse van Duinkerke
- 8e etappe Vierdaagse van Duinkerke

1991 (12)
- 7e etappe Tour de France
- 6e etappe Vuelta a España
- 9e etappe Vuelta a España
- 13e etappe Vuelta a España
- 21e etappe Vuelta a España
- 3e etappe Ronde van Aragón
- 5e etappe Ronde van Aragón
- 6e etappe Ronde van Aragón
- 5e etappe Paris-Nice
- Elsloo
- Pijnacker
- Freiburg

1992 (10)
- 10e etappe Tour de France
- Acht van Chaam
- Ronde des Pyrénées
- 3e etappe Vuelta a España
- 5e etappe Vuelta a España
- 4e etappe Ronde van de Middellandse Zee
- 8e etappe Ronde van de Middellandse Zee
- 1e etappe Ronde van Murcia
- 6e etappe Ronde van Murcia
- Panningen
- 2e - Kuurne-Brussel-Kuurne

1993 (8)
- 4e etappe Route du Sud
- 3e etappe Ronde van Catalonië
- 4e etappe Vuelta a España
- 8e etappe Vuelta a España
- 1e etappe deel A Ronde van Aragón
- 1e etappe Ster van Bessèges
- 4e etappe Ster van Bessèges
- 1e etappe Ronde van Murcia

1994 (7)
- 2e etappe Tour de France
- 4e etappe deel A Midi Libre
- 9e etappe Vuelta a España
- 2e etappe Ster van Bessèges
- Pijnacker
- Boxmeer
- Eindklassement Ster van Bessèges

## Resultaten in voornaamste wedstrijden
| Jaar | Ronde van Italië | Ronde van Frankrijk | Ronde van Spanje |
| ---- | ---------------- | ------------------- | ---------------- |
| 1986 | 125e (2)         |                     |                  |
| 1987 |                  | 130e (2)            |                  |
| 1988 |                  | 138e (4)            |                  |
| 1989 | 132e (2)         | buiten tijd         |                  |
| 1990 | 154e             | 146e                |                  |
| 1991 |                  | opgave (1)          | 107e (4)         |
| 1992 |                  | 127e (1)            | 123e (2)         |
| 1993 |                  | opgave              | 110e (2)         |
| 1994 |                  | opgave (1)          | 97e (1)          |

| Jaar | Milaan-San Remo | Gent-Wevelgem | Ronde van Vlaanderen | Parijs-Roubaix | Amstel Gold Race | Luik-Bast.‑Luik | Parijs-Brussel | Kuurne-Brussel-Kuurne |
| ---- | --------------- | ------------- | -------------------- | -------------- | ---------------- | --------------- | -------------- | --------------------- |
| 1986 | 98e             |               |                      |                |                  |                 |                |                       |
| 1987 |                 | 101e          |                      |                | 48e              | 93e             | 6e             |                       |
| 1988 |                 |               |                      |                |                  |                 |                |                       |
| 1989 |                 |               |                      |                |                  |                 | 12e            |                       |
| 1990 |                 |               |                      |                |                  |                 |                |                       |
| 1991 |                 | 113e          | 75e                  |                |                  |                 |                | Zilver                |
| 1992 |                 | 4e            |                      | 60e            |                  |                 |                |                       |
| 1993 |                 |               |                      |                |                  |                 |                |                       |
| 1994 |                 |               |                      |                |                  |                 |                |                       |